# Nicolaismo
Con il termine nicolaismo si indicano due distinte correnti all’interno del cristianesimo, comparse in epoche diverse e senza legami reciproci, l’una in età antica e l’altra nel Medioevo.

## Origine del nome
Secondo sant'Ireneo di Lione, il nome deriva da Nicola di Antiochia, uno dei primi sette diaconi della Chiesa di Gerusalemme, eletti dal gruppo dei discepoli e a cui gli apostoli imposero le mani (Atti degli Apostoli 6,5).
Eusebio di Cesarea ne discute nella Storia Ecclesiastica, III, 29.

## Antichità
La setta dei nicolaiti, di tendenza gnostica, nacque agli albori del cristianesimo e la sua diffusione fu tale che le valse anche alcune citazioni nell'Apocalisse di Giovanni:
(Apocalisse 2,6.)
(Apocalisse 2,15.)
Inoltre, l'intera quarta lettera dell'Apocalisse (2,18-29.) è dedicata alla profetessa Gezabele di Tiatira, probabilmente nicolaita, che seduceva i cristiani inducendoli alla fornicazione e a mangiare carni consacrate agli idoli.
La dottrina nicolaita non ammetteva la divinità di Cristo e, pertanto, mancando di pratiche pubbliche, conduceva ad un'interiorizzazione della fede. Ireneo, Tertulliano e Agostino le attribuirono tendenze immorali e di carattere prettamente gnostico accusandola di idolatria e libertinismo. Tale condotta deriva dalla distinzione che i suoi adepti operavano tra il vero Dio inconoscibile e il Dio ebraico Yahweh (anche noto come Yaldabaoth, Samael, e Demiurgo), fondamentalmente dipinto come malvagio, cosicché disprezzavano le sue leggi e l'universo materiale da lui creato per imprigionare le anime degli uomini. Secondo Eusebio di Cesarea (Storia ecclesiastica, III, 29.) lo stesso Nicola di Antiochia, rimproverato di essere troppo attaccato alla moglie, la offrì a un altro per dimostrare di voler servire solo il vero Dio. Però, per Clemente Alessandrino, i nicolaiti avrebbero erroneamente interpretato la frase del diacono Nicola "bisogna trascurare la carne" e sarebbero erroneamente considerati suoi seguaci.

## Medioevo
Il termine nicolaismo tornò in auge nel Medioevo, per indicare la presenza nel clero di preti sposati o concubinari. L'uso di questo termine sembra sia stato originato dalla convinzione che gli appartenenti alla setta dei nicolaiti, quasi un millennio prima, usassero prendere parte a riti sessuali di carattere orgiastico. 
Contro il nicolaismo medievale, alquanto diffuso all'epoca, si scagliò il movimento dei patarini, che identificavano anche il clero sposato semplicemente come una forma di concubinato.
Lo scontro sanguinoso tra patarini e nicolaiti (normalmente si trattava di chierici conservatori che intendevano preservare la tradizione locale) interessò soprattutto la Chiesa ambrosiana (dove - a differenza di gran parte dell'Europa occidentale - l'uso di scegliere i preti anche tra gli uomini sposati si era conservato) e tutta la Lombardia nell'XI e XII secolo. Nel concilio, convocato a Pavia da papa Benedetto VIII e dall'imperatore Enrico II nel 1022, vennero prese dure misure per reprimere il nicolaismo.